# Adam Duritz
Adam Frederic Duritz es un músico estadounidense y un productor de medios. Es el cantante de la banda Counting Crows.

## Biografía

### Infancia y juventud
Nació en Baltimore, Maryland, y creció en Boston (Massachusetts), El Paso (Texas) y Berkeley (California). Duritz ha vivido en San Francisco, Los Ángeles, Ámsterdam y más recientemente en Nueva York. Estudió en Head-Royce School, la Universidad de California en Berkeley y en la Universidad de California en Davis, pero se retiró antes de obtener un grado en alguna de ellas.

### Carrera musical
Duritz es el cantante principal y miembro fundador de la banda de rock Counting Crows. Antes de formar esta agrupación, cantó en The Himalayans, banda oriunda del área de San Francisco. También estuvo envuelto en otro proyecto llamado Sordid Humor.
Ha colaborado con The Wallflowers (liderada por Jakob Dylan, hijo de Bob Dylan) en el álbum Bringing Down the Horse (1996), Ryan Adams en Gold, Peter Stuart en Propeller y Daisy, Live en V (2001), y con Dashboard Confessional en la canción "So Long, So Long" del álbum Dusk and Summer (2006).
Además de sus logros musicales, Duritz ha estado inmerso en la producción de las películas The Locusts (1997) y Burn (1998).
En 1997, creó su propio sello discográfico, E Pluribus Unum, con el que produjo a las bandas Joe 90, Gigolo Aunts, y Neilson Hubbard -Todos ellos abrieron conciertos para Counting Crows. En 2000 el sello desapareció al ser adquirido por Interscope.

### Vida privada
Duritz ha salido con las actrices Courteney Cox, Jennifer Aniston, Winona Ryder, Mary Louise Parker y Monica Potter.

## Premios y distinciones
Premios Óscar
| Año  | Categoría              | Canción                | Película | Resultado |
| ---- | ---------------------- | ---------------------- | -------- | --------- |
| 2005 | Mejor canción original | «Accidentally in Love» | Shrek 2  | Nominado  |